# Libro de Nehemías

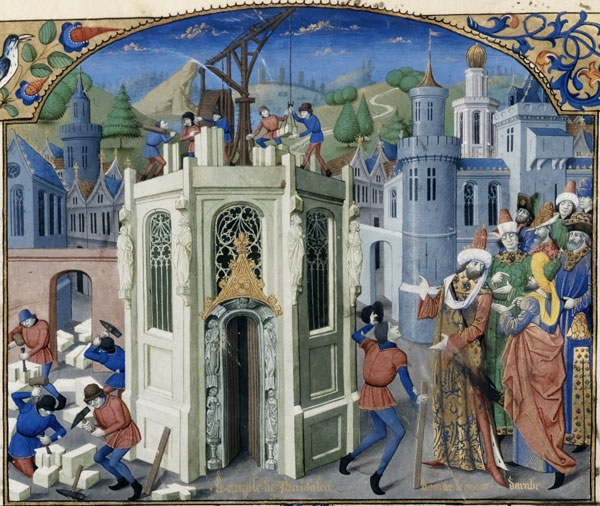
Nehemías dirige la reconstrucción del templo de Jerusalén. Miniatura en la "Histoire d'Outremer" de Guillermo de Tiro (artista conocido como maître de l'Échevinage,) París, Bibliothèque nationale de France

El Libro de Nehemías (נְחֶמְיָה, Ne'hemya, "Reconfortado por Yah") es un libro del Tanaj judío y del Antiguo Testamento de la Biblia cristiana. Está escrito en su mayor parte como un relato en primera persona de la reconstrucción de los muros de Jerusalén después del exilio babilónico. El narrador es Nehemías hijo de Hacalías, un judío, miembro de la corte del rey persa Artajerjes, quien ha sido enviado como gobernador (peḥah) a Jerusalén. Hasta el siglo XIV fue considerado una parte del Libro de Esdras y, desde esa fecha, como un libro aparte y esta división se difundió a partir de las primeras ediciones impresas en hebreo y latín. La Vulgata lo denominó Segundo Libro de Esdras y las traducciones de los reformadores editadas en el siglo XVI, en Ginebra, fueron las primeras en introducir el nombre Libro de Nehemías.

## Autor y fecha
Nehemías, considerado el autor del libro, era un judío descendiente de los exilados en Babilonia, quien habitaba en Susa mediados del siglo V a. C. y era copero en la corte aqueménida de uno de los reyes llamados Artajerjes (la mayor parte de los exégetas consideran que se trata de Artajerjes I, pero De Saulcy y otros han propuesto que es Artajerjes II). Algunas versiones lo consideran eunuco (la Septuaginta en lugar de oinochoos, "copero del vino", utiliza eunochos, eunuco), lo cual es reforzado por su presencia ante la reina mencionada en el capítulo 2. Al enterarse de la situación de ruina en Jerusalén, logra que el rey lo nombre gobernador de la provincia de Yehud. Una vez en Jerusalén, dirige la construcción de los muros de la ciudad y toma partido, de manera decidida, por el partido exclusivista, que se oponía a cualquier alianza con los pueblos vecinos, incluidos los samaritanos. A la vez tomó medidas para repoblar la ciudad y aplicar la Torá, en especial las populares medidas de cancelación de deudas. Se ha supuesto que colaboró con Esdras en la sanción de la Torá como ley del estado, pero la relación entre estas dos figuras sigue siendo objeto de debate, en especial su cronología. Después de doce años como gobernador, Nehemías regresó a Susa, pero al poco tiempo volvió a Jerusalén, para reforzar el cumplimiento de la Ley. En ese momento es probable que pusiera por escrito sus memorias, que justifican sus acciones, las cuales forman el núcleo del libro.
Las memorias de Nehemías, que forman los capítulos 1 a 7 y 11 a 13 del libro, fueron compuestas según la evidencia interna por el cortesano persa de origen judío Nehemías entre los siglos V a. C. y IV a. C. La determinación más precisa de la fecha, depende de bajo cual de los dos reyes Artajerjes transcurrió la misión de Nehemías en Jerusalén. Si se acepta que se trata de Artajerjes I y que el primer período de Nehemías en Jerusalén fue, por lo tanto, entre 445 y 433 a. C., a lo que se añaden su regreso a Susa y su segundo viaje a Judea, entonces el final del siglo V a. C. es la fecha más temprana posible para su redacción. Si Nehemías actuó bajo el segundo Artajerjes, entonces sus memorias se pusieron por escrito a principios del siglo IV a. C. Desde el punto de vista de la crítica, se ha considerado que la memoria de Nehemías puede ser obra de este personaje histórico, pero muy alterada por redactores posteriores. Otros estudiosos consideran que las memorias son ficticias.
Es posible que las memorias circulasen de manera independiente por un tiempo, pero muy pronto fueron incluidas dentro de una obra mayor, formada por material recopilado, en el cual se insertó una sección de listas y documentos, los actuales capítulos 8 a 10, referida a Esdras. Todo este conjunto, el actual Libro de Nehemías fue anexado a una obra mayor, conocida como Libro de Esdras. Este libro doble, como lo llamó Orígenes, se consideraba al menos desde el siglo I como obra del propio Esdras. Una tradición talmúdica, sin embargo, sostenía que el autor real era Nehemías, pero se le prohibió reclamar la autoría debido a su mal hábito de menospreciar a los demás.
La primera edición de la combinación de Esdras y Nehemías se puede datar en el siglo IV a. C. con retoques en los siglos posteriores.

## Historia textual
El libro Esdras-Nehemías tal como existe en la actualidad formó originalmente un único libro, conocido como "Esdras", fue compuesto en hebreo entre los siglos V y IV a. C. y traducido al griego a mediados del siglo II a. C. Un poco más tarde hubo una segunda traducción griega, muy diferente, en la forma de 1 Esdras, en la cual las memorias de Nehemías están completamente ausentes y algunas de sus reformas se atribuyen a Esdras: esta edición parece ser el Libro de Esdras conocido por Josefo y los primeros cristianos. 
En el siglo III de nuestra era, los manuscritos de la Septuaginta completaban el texto de 1 Esdras con la traducción más antigua de Esdras-Nehemías, llamando Esdras A (alfa) al primero y Esdras B (beta) al segundo. Orígenes comentó al respecto que el libro de Esdras en hebreo podía ser considerado un "libro doble", y Jerónimo señaló que esta doble forma del libro había sido adoptada por los cristianos, pero la rechazó en su traducción de la Biblia al latín (Vulgata) y, en consecuencia, todos los primeros manuscritos de la Vulgata presentan a Esdras-Nehemías como un solo libro, al igual que los comentarios medievales a partir de Beda en el siglo VIII, donde se cita al actual libro de Nehemías como "Esdras dice...", y nunca como "Nehemías dice... ". Lo mismo sucede en las Biblias editadas por Alcuino y por Teodolfo de Orleans del siglo IX. Sin embargo, esporádicamente desde el siglo IX en adelante, algunas biblias latinas separan las secciones como dos libros distintos, luego llamados el primer y segundo libro de Esdras; y esto se convirtió en la disposición vigente en las ediciones de la Biblia realizadas por la Universidad de París, desde el siglo XIII. En las biblias hebreas, sin embargo, la separación se introdujo en 1516/17, en la primera Biblia rabínica impresa por Daniel Bomberg; si bien Esdras y Nehemías fueron colocados, siempre, de manera anterior a Crónicas. 

### Relación con los Libros de las Crónicas
Las semejanzas lingüísticas y teológicas de los libros de Esdras y Nehemías han determinado la opinión, casi universal, de que se trata de obras relacionadas; producidas por una misma escuela de pensamiento llamada "cronística". El mismo comienzo de Esdras, que repite el final de Crónicas, es un fuerte indicio en este sentido. Además la centralidad del culto del Templo y la tendencia anti-samaritana, suman argumentos a la idea de que Crónicas y Esdras-Nehemías son, esencialmente, una obra única. Sin embargo, hay quienes consideran que, más allá de las semejanzas, hay diferencias lingüísticas y teológicas no menos importantes entre ambas obras.

## Cronología
La lectura del texto, y la identificación del rey aqueménida mencionado, sugieren que Nehemías relata hechos acaecidos a mediados del siglo V a. C. entre 455 a. C. y 433 a. C. No obstante, ya en el siglo XIX, el arqueólogo francés Felicien De Saulcy había postulado que el Artajerjes mencionado en el libro era el segundo y, por consiguiente, la actividad de Nehemías debía datarse en el siglo IV a. C., concretamente entre 384 a. C. y 372 a.  C. Esta postura ha sido rechazada, con algunas pocas excepciones, dado que los papiros de Elefantina mencionan a Sambalat, enemigo de Nehemías, hacia 411 a. C.. 
El conocimiento más profundo de la administración persa y de las estrategias narrativas del período, incluidas la creación de documentos falsos, han llevado a reconstrucciones diferentes del período.

## Argumento

### Síntesis
En forma de memorias, interrumpidas por un extracto documental, Nehemías relata su acción como gobernador de la Provincia de Yehud. Comienza narrando que, siendo copero en la corte del Gran Rey en Susa, es informado por su hermano Hanani de que Jerusalén no tiene muros y decide restaurarlos con apoyo del monarca. Artajerjes lo nombra gobernador de Judá y viaja a Jerusalén, donde reconstruye los muros, a pesar de la oposición de los pueblos vecinos, y hace cumplir la Torá, compuesta según la investigación histórica en esa misma época, pero atribuida a Moisés. Después de doce años como máxima autoridad en Jerusalén, regresa a Susa, pero posteriormente vuelve a visitar la ciudad, donde encuentra que los judíos no cumplen con la Ley, en especial al tomar esposas no judías, por lo cual decide quedarse para imponer de nuevo la Ley mosaica.

### Esquema

#### Primer gobierno de Nehemías (Neh. 1: 1 a 8: 1)

##### Noticias de Jerusalén

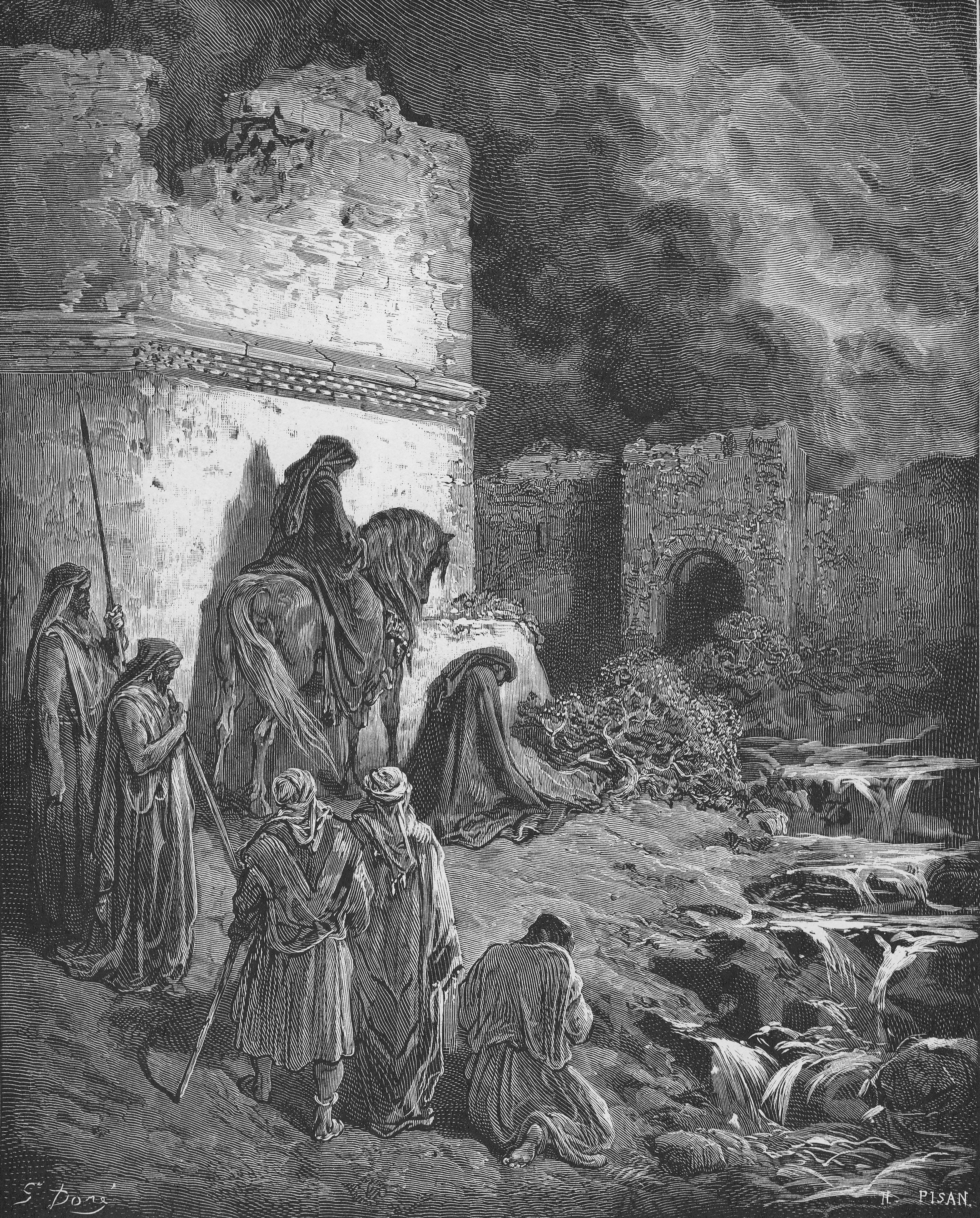
Nehemías contempla las ruinas de los muros de Jerusalén (Nehemías 2: 1-20), Grabado de Gustave Doré (1866)

En el año 20 de Artajerjes (445 a. C. si es Artajerjes I, 384 a. C. si es el segundo de ese nombre) Nehemías se entera de que el muro de Jerusalén permanece destruido. Después de orar solicita l rey que le confiera el gobierno de la provincia de Yehud.

##### Regreso y reconstrucción del muro
Investido gobernador, Nehemías regresa a Jerusalén donde inspecciona los muros. Organiza la reconstrucción con el apoyo de nobles y los sacerdotes, incluido el Sumo Sacerdote Eliasib. Trabajan por sectores, a fin de hacerlo en el menor tiempo posible.

##### Intrigas de los enemigos
Los pueblos vecinos, enemigos, personificados en Sambalat, gobernador de Samaria, Tobías el amonita, Guesem el árabe y los hombres (¿la asamblea?) de Asdod, conspiran para atacar a Jerusalén, lo que requiere que los judíos trabajen con armas en sus manos.

##### Acciones sociales
Nehemías ve que los nobles judíos oprimen a los pobres y obliga a cancelar todas las deudas e hipotecas; mientras que los gobernadores anteriores han sido corruptos y opresores, él ha sido recto y justo según sus memorias.

##### Finalización de los trabajos y organización de la ciudad
Sambalat acusa a Nehemías de planear una rebelión contra Artajerjes y planea matar a Nehemías. No logra sus objetivos y se termina el muro. A continuación, Nehemías nombra oficiales y pone guardias en el muro y las puertas. A continuación inicia una investigación sobre los linajes de los habitantes de Jerusalén  y para ello obtiene una copia del registro de las familias que regresaron con Zorobabel. 

#### Relatos y documentos (Neh. 8: 1 a 12: 22-26)
Se interrumpe la narración en primera persona. Relato de la lectura pública de la Ley a cargo de Esdras, con la presencia de Nehemías como gobernador. Se celebra la fiesta de los tabernáculos, o succot, y se lleva a cabo una ceremonia de penitencia. Transcripción de un documento donde se detalla un pacto para obedecer la Ley, respetar el sábado y sostener el culto del Templo. Listado de los pobladores de Jerusalén y sus alrededores, así como de los levitas y sacerdotes.

##### Dedicación de la muralla (Neh. 12: 27-43)
Se retoma el hilo de las memorias de Nehemías con el relato de la dedicación de la muralla reconstruida y un nuevo extracto documental sobre las porciones de las ofrendas

#### Segundo gobierno de Nehemías (Neh. 13: 1-31)
Nehemías, de regreso en Susa, se entera de que la Ley ha dejado de ser obedecida y de que Tobías, el amonita, está en tratativas con el Sumo Sacerdote Eliasib. Regresa a Yehud e impone nuevamente la Ley, esta vez haciendo uso de la fuerza en especial contra los matrimonios mixtos. Con una súplica a Dios, terminan las memorias y el libro.
Con este relato concluye la narración histórica de la Biblia hebrea y del Antiguo Testamento en uso por las iglesias protestantes: en las iglesias reformadas, por lo tanto, es común designar al período posterior a Nehemías y hasta el nacimiento de Jesucristo como "periodo intertestamentario". No obstante, la edición griega de la Biblia, llamada Septuaginta y las iglesias católica y ortodoxas continúan el relato histórico con los dos Libros de los Macabeos.

## Valor histórico
El libro de Nehemías fue considerado de manera mayoritaria, un texto confiable hasta comienzos del siglo XXI. La investigación reciente puso en duda esta certeza en función de los datos arqueológicos y el contexto histórico. Los defensores del valor histórico de las "memorias de Nehemías" aducen como evidencias internas su sinceridad y consistencia; en lo que respecta a evidencias externas, argumentan que los documentos de la época, como los papiros de Elefantina y los posteriores papiros de Samaria, si bien no lo mencionan, hacen referencias a otros personajes del libro. Además, el Segundo Libro de los Macabeos y el Eclesiástico se refieren de manera elogiosa a Nehemías. 
Lo cierto es que el autor de las memorias no se propone solo escribir historia, sino justificar su accionar ante los habitantes de la provincia y ante Dios, en un texto que se habría depositado en el Templo. En cuanto a la documentación anexada, hoy se considera que gran parte de ella ha sido redactada para la obra y no se trata de fuentes primarias. El libro, sin embargo, es una obra importante para conocer el manejo de la administración local y las costumbres provinciales durante el Imperio persa.
En un intento de reconstruir los hechos históricos, las cuestiones en debate se resumen en la relación entre Esdras y Nehemías, así como en los hallazgos arqueológicos que puedan corroborar el relato del libro.

### Esdras y Nehemías
En lo que se refiere a la primera, no hay consenso entre los investigadores. La forma actual del texto parece indicar que  Esdras precedió a Nehemías, ya que llegó a Jerusalén en el séptimo año de Artajerjes, es decir en 458 a. C., mientras que Nehemías lo hizo el vigésimo año, o sea 445 a. C. Esto plantea algunas inconsistencias, dado que Esdras llegó a una ciudad muy poblada y ya amurallada (Esdras 9:9), diferente a la que encontró Nehemías, por otra parte, este aparece repitiendo las acciones de Esdras respecto de la Ley. En consecuencia se ha considerado que Esdras es posterior a Nehemías y que llegó a Jerusalén en el séptimo año de Artajerjes II  es decir, en 398 a. C. Otra hipótesis defiende la simultaneidad de ambos, como aparece en el capítulo 8 de Nehemías, si bien esta mención suele ser considerada una interpolación. Una solución de compromiso puede ser la alternancia, en dicho escenario Esdras estuvo en Jerusalén durante el intervalo de los dos gobiernos de Nehemías; para ello se enmienda el texto para que diga que Esdras llegó a Yehud en el 37.º año de Artajerjes, 428 a. C. y permaneció en ella hasta el regreso de Nehemías.

### El muro de Nehemías

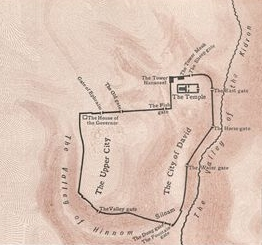
Mapa de Jerusalén en tiempos de Nehemías (sin base arqueológica)

El suceso más importante del libro, y que ha motivado comentarios y obras de arte, es la construcción de las murallas derruidas de Jerusalén, un hecho que marca el traspaso de la capitalidad de la provincia de Yehud de Mizpa a Jerusalén, y que es descripto de manera dramática con los trabajadores llevando "sus herramientas en una mano y sus armas en la otra".
Los arqueólogos han aceptado la descripción de la reconstrucción del muro en los capítulos 3 y 4 del libro como un hecho histórico, y solo se han dividido sobre el curso de las fortificaciones; la tendencia "minimalista" los restringe a la Ciudad de David, y la "maximalista" incluye la colina suroeste. Sin embargo, algunos han cuestionado la evidencia arqueológica de la muralla de Nehemías, la cual no existe desde este punto de vista. Los hallazgos reportados, como el de Kanyon, son posteriores: el muro oriental data del período helenístico tardío y la estructura occidental, sea cual sea la función que haya cumplido, es posterior al período persa. Además de la mención literaria, no parece haber indicios de una muralla en la época persa. Ussishkin y otros autores han sugerido que Nehemías simplemente reconstruyó el antiguo muro de la Edad de Hierro, que estaba en ruinas; sin embargo, en todas las secciones del mismo descubiertas hasta ahora no hay indicios de una reconstrucción en el período persa: las renovaciones son siempre del período helenístico tardío. Varios historiadores han considerado improbable que el Imperio persa hubiese permitido tal fortificación en una región montañosa, si bien algunos consideran que la victoria sobre la Liga de Delos y la supresión de la revuelta egipcia eran un contexto favorable para tal proyecto; en este caso sigue sin explicarse la ausencia de hallazgos o de menciones sobre esta obra, así como lo extraña que resulta teniendo en cuenta los patrones de asentamiento de la época persa en Judea. Se ha postulado, en consecuencia, que la realidad histórica detrás de la descripción de la reconstrucción de los muros de Jerusalén por parte de Nehemías corresponde a la época asmonea. Esto puede corresponder con la importancia que los dos primeros capítulos de 2 Macabeos dan a la figura de Nehemías, quizás como modelo de Judas Macabeo que presentaba la ventaja de no ser descendiente de Sadoc, ni de David. Esta solución, implica un problema mayor, dada la importancia de la historia sobre la construcción de la muralla de la ciudad en las Memorias de Nehemías, que pone en entredicho su entera validez histórica.
En el año 2007, por otra parte, la arqueóloga Eilat Mazar afirmó haber descubierto en sus excavaciones los restos del muro bíblico, concretamente la torre norte y una sección de un muro conectado a ella; la cual Mazar, sobre la base de la edad de la cerámica y otros restos del sitio (siglos VI-V a. C.), ha fechado en el período persa. Otros autores cuestionan su datación, y lo consideran del período helenístico tardío.

## Aspecto teológico
La teología de Nehemías se destaca por considerar a Dios como soberano universal, cuya acción, sin embargo, no se manifiesta en portentos como en los libros de la Torá. En efecto, no hay milagros en este libro, sino seres humanos que actúan a partir de un impulso íntimo de Dios, el cual determina las acciones políticas y sociales. No se menciona una esperanza mesiánica y Nehemías es un fiel súbdito del Gran Rey. El hecho de que este soberano no adore al Dios de Israel no es mencionado y no parece ser un problema para el autor; Dios lo inspira en favor de su pueblo.
El otro lugar de revelación divina es la Torá, compuesta o en proceso de composición por entonces, la cual se atribuye a Moisés. La Ley se lee públicamente, es enseñada por los escribas como Esdras (Ne 8,3.13.18) y estudiada por la comunidad (Ne 8,13). La misma, por lo tanto, debe comprometerse con sus mandatos. Se hace énfasis en el respeto por el sábado y el rechazo ante los matrimonios mixtos. Nehemías considera que la comunidad judía está amenazada por elementos extranjeros dentro y fuera de la misma, lo cual compromete su pureza y sobre todo su fidelidad a Dios.
Otro aspecto de importancia, que Nehemías comparte con Esdras y el Cronista, es el culto divino en el Templo de Jerusalén. Este lugar representa la presencia divina.
Nehemías y el grupo al que representa, se considera como parte del verdadero pueblo de Dios, el “pueblo de Israel” o la "santa simiente". Una lectura más cuidadosa del texto revela que quienes así se nombran son los descendientes de la aristocracia que han regresado del exilio, mientras que los habitantes de Judá cuyos ancestros no fueron exiliados son el “pueblo de la tierra”, ante los cuales hay cierta desconfianza. No obstante, Nehemías rechaza el afán de lucro y las alianzas con extranjeros de los aristócratas y sacerdotes, a la vez que trata de ganar el favor del pueblo con la anulación de las deudas, la medida más popular de la Torá.
Las genealogías son también importantes, en el aspecto sociopolítico para dar legitimidad a los reclamos de propiedad y gobierno, y en el teológico como expresión de continuidad con el Israel anterior al exilio y la monarquía. El mismo rol tienen las celebraciones religiosas y las menciones a Abraham y Moisés.
| Predecesor: Esdras | Libros históricos | Sucesor: Tobit |